# التاجی، عراق
تاجی (به عربی: التاجی‌) شهری در استان صلاح‌الدین کشور عراق است که در سال ۲۰۰۳ میلادی، ۲۰۰٬۰۰۰ نفر جمعیت داشته است.